# Internationale luchthaven Mehrabad
De luchthaven Mehrabad (Perzisch: فرودگاه مهرآباد) is een vliegveld van Teheran, de hoofdstad van Iran. 
Mehrabad was tot 2007 de belangrijkste luchthaven van Teheran voor binnenlandse en internationale passagiersvluchten. De nieuwe luchthaven Imam Khomeini neemt nu de meeste internationale vluchten voor zijn rekening. Toch is het nog de drukste luchthaven van Iran in passagiersaantallen (ruim 12 miljoen passagiers in 2009) en vliegbewegingen.
De luchthaven is aan de westkant van Teheran door de stad omsloten en daardoor gemakkelijker bereikbaar dan Imam Khomeini, dat 30 km zuidwest van de stad ligt.
Irans nationale luchtvaartmaatschappij Iran Air, Iran Aseman Airlines en Saha Airlines hebben hun training- en onderhoudsfaciliteiten op Mehrabad.
De verplaatsing van de internationale vluchten naar de luchthaven Imam Khomeini heeft geleidelijk plaatsgevonden, beginnend met vluchten naar landen aan de Perzische Golf, en was in 2004 gereed. Alle internationale vluchten zijn nu verplaatst naar de nieuwe luchthaven, behalve vluchten naar Saudi Arabië voor de Hadj en Umrah.

## Luchtvaartmaatschappijen en bestemmingen
- Aria Air - Bandar Abbas, Isfahan, Kish Island, Lar, Mashad, Qeshm Island
- Caspian Airlines -  Ahvaz, Kish Island, Mashhad, Tabriz
- Eram Air - Avhaz, Bandar Abbas, Kish Island, Mashad, Tabriz
- Fars Air Qeshm - Bandar Abbas, Bandar Lengeh, Qeshm Island, Mahshahr
- Iran Air - Jeddah, Medina (seizoensgebonden)
- Iran Air -  Ahvaz, Ardabil, Bandar Abbas, Birjand, Bushehr, Gheshm, Isfahan, Kermanshah, Kish Island, Lar, Mashad, Rasht, Shahre-Kord, Sary, Shiraz, Tabriz, Urmia, Yazd, Zahedan
- Iran Airtour - Abadan, Ahvaz, Bandar Abbas, Chabahar, Isfahan, Kermanshah, Khorramabad, Mashad, Rasht, Sary, Shahrekord, Shiraz, Tabriz, Urmieh, Yazd, Zahedan
- Iran Aseman Airlines - Abadan, Ahvaz, Ardabil, Asalouyeh, Bam, Birjand, Bojnord, Bushehr, Gorgan, Gheshm, Ilam, Isfahan, Kermanshah, Kish Island, Khoy, Lamerd, Lar, Mashad, Rafsanjan, Ramsar, Rasht, Sabzevar, Sahand, Sanandaj, Shiraz, Tabas, Tabriz, Yasouj, Yazd
- Kish Air - Abadan, Asalouyeh, Ahvaz, Bandar Abbas, Hamadan, Isfahan, Qeshm Island, Kish Island , Mahshahr, Mashad, Shiraz, Shahrekord, Tabriz
- Mahan Air - Jeddah (seizoensgebonden)
- Mahan Air -  Ardabil, Asalouyeh, Birjand, Bandar Abbas, Dezful, Iranshahr, Isfahan, Kerman, Kish Island, Mahshahr, Mashad, Shiraz, Sirjan, Zabol
- Naft Air Lines - Ahvaz, Mahshahr
- Saudi Arabian Airlines - Jeddah, Madinah (seizoensgebonden)
- Zagros Air - Ahvaz, Mashad, Kish Island, Shiraz, Siri Island